# Погорєлов Василь Порфирович
Василь Порфирович Погорєлов (18 серпня 1919 — пом. 10 березня 1943 ) - радянський військовий льотчик — учасник Другої Світової війни. Герой Радянського Союзу (1942).

## Життєпис
Народився 18 серпня 1919 року в с. Новоспасівка.
У 1930 році родина переїхала в місто Красний Луч Луганської області. Українець. Працював шахтарем. Закінчив місцевий аероклуб, а після призову в армію в 1938 — Ворошиловградську школу пілотів .

## Участь у Другій світовій війні
С червня 1941 літав у складі 72-го окремого авіаційного дальнерозвідувального полку.
За 33 успішних бойових вильоти на розвідку в листопаді 1941 року Василь Погорєлов був нагороджений орденом Леніна. Звання Героя був удостоєний за успішне виконання 119 бойових вильотів.
10 березня 1943 під час 241-го вильоту на розвідку в район Дно-Сольці-Шимск-Новгород-Стара Русса його літак був атакований винищувачами. Льотчик загинув.
Похований в селищі Виползово Новгородської області.

## Нагороди
Герой Радянського Союзу — Медаль «Золота Зірка»
2 х Орден Леніна
Орден Вітчизняної війни 1-го ступеня
Медалі

## Біографічні статті
- Погорелов Василий Порфирьевич. на www.warheroes.ru.(рос.)